# 신체 활동

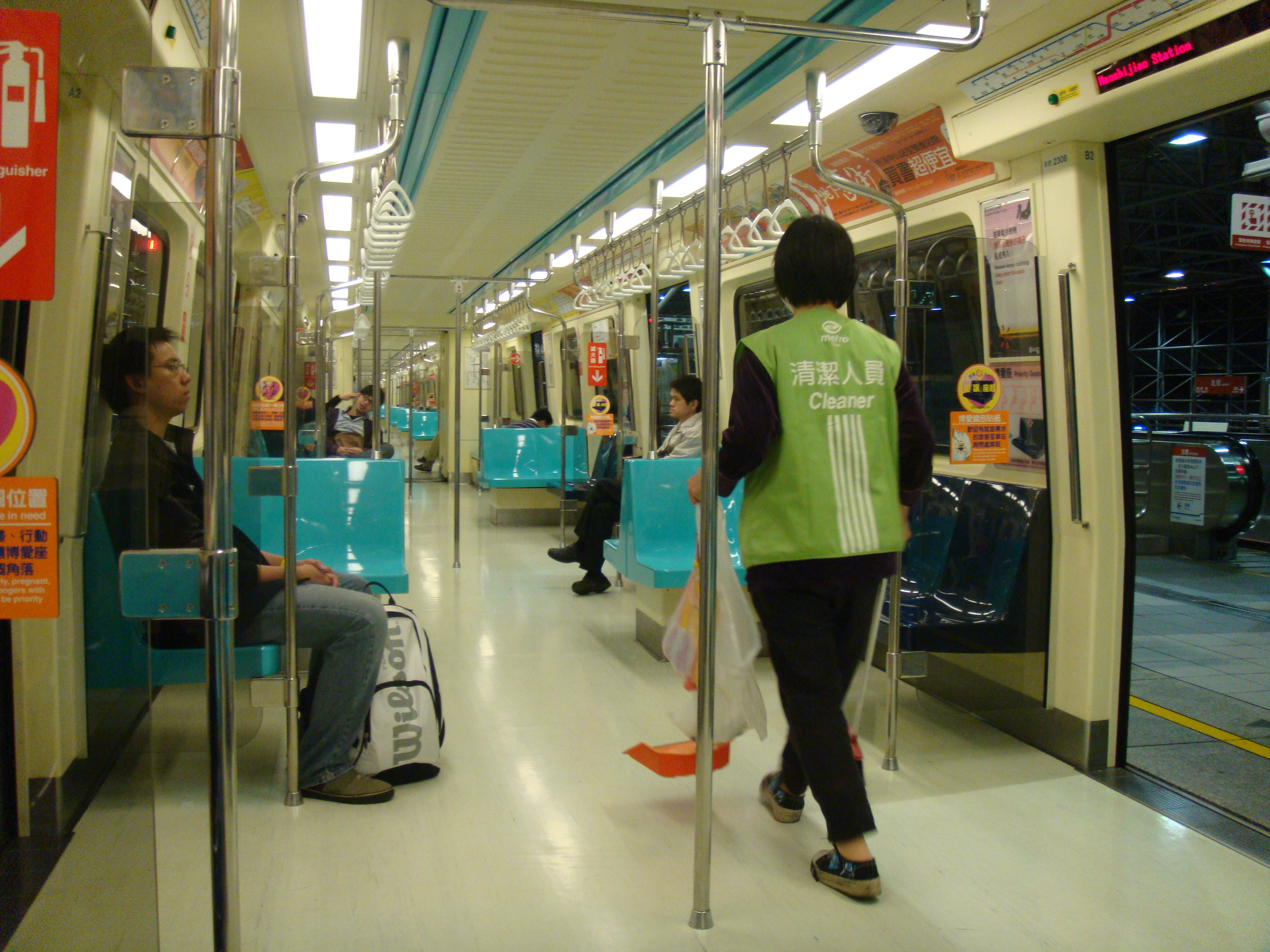
신체 활동은 단순한 운동 (활동)이 아니다. 여기에는 움직임과 관련된 기타 활동이 포함된다. 예를 들어 청소, 작업 등 을 들 수 있다.

신체 활동 또는 육체 활동은 에너지 소비가 필요한 골격근에 의해 생성되는 자발적인 신체 움직임으로 정의된다. 신체 활동에는 밤낮 어느 시간에나 강도에 관계없이 수행되는 모든 활동이 포함된다. 여기에는 일상생활에 통합된 자발적인 운동 (활동)과 부수적인 활동이 모두 포함된다. 이러한 통합 활동은 체력 향상을 위해 계획, 구조화, 반복적 또는 목적이 없을 수 있으며 지역 상점까지 걷기, 청소, 작업, 활동적인 이동 등과 같은 활동이 포함될 수 있다. 신체 활동 부족은 다양한 것과 관련이 있다. 건강에 부정적인 영향을 미치는 반면, 신체 활동을 늘리면 신체적, 정신적 건강은 물론 인지 및 심혈관 건강도 향상될 수 있다. 학교 전체 프로그램, 능동적인 교통, 능동적인 도시 설계, 의료, 공교육 및 대중 매체, 모두를 위한 스포츠, 직장 및 지역 사회 전체 프로그램을 포함하여 인구 수준의 신체 활동을 늘리기 위해 노력하는 최소 8가지 투자가 있다. 신체 활동은 에너지 소비를 증가시키며 체중 조절의 주요 조절자이다. 인간의 경우 신체 활동량의 개인별 차이는 상당한 유전적 기반을 가지고 있다.